# Comté de Hanover
Le comté de Hanover est un comté des États-Unis situé en Virginie dont la population était de 106,374 habitants lors du recensement de 2010. Son siège est la ville de  Hanover Courthouse.